# Salomon (król Makurii)
Salomon (XI w.) –‬‭ król Makurii w Nubii do 1079 roku.
Jest znany ze źródeł arabskich. W 1076 w jego królestwie pojawił się buntowniczy emir Asuanu Kanz al-Dawla. Władze egipskie żądały wydania zbiega. Jak podaje Historia Patriarchów Aleksandrii Salomon abdykował w 1079 roku i został mnichem. Jego następcą został jego siostrzeniec Jerzy III. W 1080 roku został porwany z klasztoru i dostarczony do Kairu. Od tamtego czasu przebywał tam jako zakładnik w celu dobrego zachowania swojego siostrzeńca na tronie nubijskim w stosunku do Egiptu.